# Pedra
Pedra est une municipalité brésilienne située dans l'État du Pernambouc.